# 未来学
未来学（みらいがく、英: futurology）は、歴史上の状況を踏まえて未来での物事がどう変わっていくかを詳細に調査・推論する学問分野である。ドイツ人教授 Ossip K. Flechtheimの造語であり、1940年代中盤に確率論に基づく新たな学問を提唱したものである。

## 概要
時間を直線に喩えると、未来は時間線の中で未だ起きていない部分を指す。すなわち、未だ起きていない事象の存在する時空間である。その意味で未来は過去（既に起きた事象と時間の集まり）の反対であり、現在（今起きつつある事象の集まり）の反対でもある。未来学者とは、そのような未来を見通し、何らかの分析を試みようとする人々である。未来学は様々な文化的文脈の中では異なる用語で呼ばれる。foresight、未来派（futurism）、prospective、futuribles（フランスでは雑誌名でもある）、prospectiva（ラテンアメリカで使われる用語）などである。英語圏では future study（未来研究）が一般化しつつある。
未来学者は、ありうべき未来を予測するべく Strategic Foresight（戦略的洞察）の適用を試みる。現在の傾向から未来の状態を予測するのが典型的な方法論だが、逆に想定される未来をもたらすには今どうすべきかを考える backcasting の手法もある。例えば、Global Scenario Group は backcasting の方法論に基づいて、Policy Reform（政策改革）と Eco-Communalism（エコ共同体主義）のシナリオを立案した。未来研究を実際に行っている人々は自らをフューチャリスト（futurist）と呼ぶ。
現在のような学際的性格の未来学あるいは未来研究は、1960年代中盤の初期の未来学者、Olaf Helmer、Bertrand de Jouvenel、ガーボル・デーネシュ、Oliver Markley、Burt Nanus、Wendell Bell らによって確立された。未来研究は、現在の選択が将来にどう影響するかを研究するものである。予測を行い、ありうべき未来を描くため、変化と安定の源泉・パターン・原因の分析を試みる。未来研究の対象と方法には、現在についてのありうる変化、もっともらしい変化、望ましい変化、その他の変化の社会的側面と自然的側面が含まれる。未来研究は多角的に未来を予測する。学問分野としては未だ若く、概念や方法論も確立しているとは言いがたい。デニス・メドゥズの成長の限界は、起点としては適している。多くの企業が未来学の成果を長期的な成長に関する戦略立案に役立てている。教育という観点では、アメリカ合衆国で1960年代に始まり他の国々に広がりつつある。教科としての未来学は、学生が長期的なものの見方ができるような概念・ツール・プロセスを学習させる。

## 手法
- システムズシンキング
- 形態学的解析
- デルファイ法
- バックキャスティング
  - FMEA
  - Futures wheel
- シミュレーションとモデリング
  - 社会的ネットワーク
  - システム工学
- 傾向分析
- シナリオ・プランニング

## 未来学者と未来予測する人々

### 方法論
未来研究の実践者は、テクノロジー、経済、社会などの現在の傾向から外挿したり、未来の傾向を予言しようとすることがほとんどだった。しかし、最近では社会システムや社会の不確かさを検討し、何らかのシナリオを構築することが増えてきた。外挿やシナリオ以外にも、様々な手法や技法が未来研究で使われている。
一部の作家はフューチャリストとして認識されている。彼らは（主に技術的な）傾向を調べ、そこから自らが導き出した結論を作品に反映させる。従って、フューチャリストと呼ばれる作家は同時にサイエンス・フィクション作家としての面を持つことが多い。実際、アーサー・C・クラークといったSF作家はフューチャリストとしてもそれなりの評価を得ている。もちろん、SF作家の中には技術的あるいは社会的な未来の予測をテーマとせず、単に物語の背景に利用する者も多い。例えば、アーシュラ・K・ル＝グウィンは『闇の左手』で予言者、予知能力者、フューチャリストが仕事として予言する世界を描き、「作家の仕事は嘘をつくことだ」とした。

### 実践者
- アルビン・トフラー
- ビル・ジョイ
- ダニエル・ベル
- ハーマン・カーン
- ピーター・シュワルツ
- ジョン・ブラナー
- ポール・サフォー
- グレース・ホッパー
- レイ・カーツワイル
- ロバート・A・ハインライン
- ロバート・アントン・ウィルスン
- ジョン・ネズビッツ (John Naisbitt)
- スティーヴン・ホーキング[3][4]
- セオドア・カジンスキー
- 浜田和幸
- 糸川英夫

講談社現代新書の『アメリカ情報コレクション』のなかの「フューチャリスト」という項目（枝川公一・執筆）では、上記のトフラー、ベル、カーンなどの他に、ピーター・ドラッカー、マクルーハン、ガルブレイスなどが上げられていた。